# Museo della Carale Accattino
Il Museo della Carale Accattino ha sede a Ivrea, in provincia di Torino, in Italia, ed è stato fondato nel 2008. La struttura ospita, in modo permanente, la più importante raccolta pubblica di opere e documentazioni di Emilio Villa, provenienti principalmente dalla raccolta di Aldo Tagliaferri. Fanno parte della collezione del museo opere di arte concettuale e poesia visiva. Oltre a periodiche esposizioni temporanee il museo edita pubblicazioni sulla ricerca verbovisiva.

## Struttura
Il Museo della Carale Accattino si trova in Via Miniere, 34 a Ivrea. Presidente	è Adriano Accattino e direttore	Lorena Giuranna.

## Artisti in collezione
Tra gli artisti presenti in collezione Vincenzo Accame, Paolo Albani, Nanni Balestrini, Vittore Baroni, Mirella Bentivoglio, Tomaso Binga, Irma Blank, Antonino Bove, Ugo Carrega, Sergio Cena, Giuseppe Chiari, Giovanni Fontana, Ketty La Rocca, Arrigo Lora Totino, Roberto Malquori, Lucia Marcucci, Stelio Maria Martini, Eugenio Miccini, Anna Oberto, Martino Oberto, Luciano Ori, Michele Perfetti, Lamberto Pignotti, Sarenco, Gianni-Emilio Simonetti, Carlo Alberto Sitta, Adriano Spatola, Emilio Villa, Rodolfo Vitone e William Xerra.

## Mostre selezionate
- Cent'anni di scrittura visuale in Italia 1912-2012 - I Classici (mostra dedicata agli artisti che parteciparono nel 1973 alla mostra organizzata da Luigi Ballerini alla GAM di Torino con il titolo Scrittura visuale in Italia 1912 - 1972.  Opere di: Nanni Balestrini, Mirella Bentivoglio, Ugo Carrega, Arrigo Lora Totino, Stelio Maria Martini, Giulia Niccolai, Anna Oberto, Lamberto Pignotti, Sarenco, Gianni-Emilio Simonetti, Carlo Alberto Sitta, Rodolfo Vitone, 2012.
- La nascita e lo sviluppo della musica industriale - Seminario e live act di Vladimír Hirsch, 2010.
- Fluxus Box - perfect irony (opere di Giuseppe Chiari, John Cage, Ben Vautier, George Brecht, Dick Higgins, George Maciunas, Emmett Williams, Joe Jones, Charlotte Moorman, Yōko Ono, Gianni-Emilio Simonetti, Takako Saito, Daniel Spoerri, Wolf Vostell, Dieter Roth e Ben Patterson), 2010.
- La parola mostra il suo corpo, 2008.
- Asger Jorn e la creatività degli artisti del gruppo CO.BR.A., 2007.

## Pubblicazioni
- Scrivere all'infinito, (a cura di A. Accattino), testi di Adriano Accattino, Francesco Aprile, Armando Bertollo, Antonino Bove, Giuseppe Calandriello, Igor Cannonieri, Luisella Carretta, Alessandro Casiccia, Viana Conti, Liliana Ebalginelli, Stefania Fiorucci, Kiki Franceschi, Marco Giovenale, Alfonso Lentini, Ugo Locatelli, Andrea Panizzi, Marzio Pieri, Raffaele Perrotta, Giovanni Prestandrea, Paolo Spedicato, Aldo Tagliaferri e Karen Venturini, 2018[4].
- Asemic writing. Contributi teorici, (a cura di F. Aprile e C. Caggiula), testi di Adriano Accattino, Francesco Aprile, Cristiano Caggiula, Elisa Carella, Federico Federici, Giovanni Fontana, Kiki Franceschi, Tim Gaze, Mariangela Guatteri, Giancarlo Pavanello, Ivan Pope, Ekaterina Samigulina, 2018[5].
- A. Tagliaferri, C. Portesine, Emilio Villa e i suoi tempi. Finestre per la monade, (collana di Ricerche e studi villiani), Mimesis, 2016.
- A. Tagliaferri, Il clandestino. Vita e opere di Emilio Villa, (collana di Ricerche e studi villiani), Mimesis, 2016[6].
- Pensare oltre l'ostacolo della parola, (a cura di A. Accattino e L. Giuranna), Mimesis, 2014[7].
- Crescita e crisi della poesia visiva in Italia, (a cura di A. Accattino e L. Giuranna), Mimesis, 2013.
- Il segno irraggiungibile - Martino Oberto, (a cura di A. Accattino e L. Giuranna), Mimesis, 2012.